# Hleb Bahdanowicz
Hleb Bahdanowicz, biał. Глеб Багдановіч (ur. w 1913 w Wilnie, zm. prawdopodobnie w 1957 w Radoszkowicach lub Rudzieńsku) – białoruski działacz i publicysta niepodległościowy, oficer kolaborującej z okupantem Białoruskiej Obrony Krajowej, a następnie batalionu desantowego „Dalwitz”, partyzant, lekarz.
Był synem senatora RP Wiaczesława Bogdanowicza. Ukończył gimnazjum białoruskie w Wilnie, a następnie studia medyczne na Uniwersytecie Wileńskim. Przewodniczył wówczas korporacji studenckiej „Skarynia”. Pisał artykuły do pisma „Новая варта”. Po zajęciu Wilna przez wojska niemieckie w połowie 1941 r., pracował jako lekarz w Iwieńcu na Grodzieńszczyźnie. Jednocześnie działał w konspiracyjnej Białoruskiej Partii Niepodległościowej. W maju 1944 r. wstąpił do Białoruskiej Obrony Krajowej, zostając oficerem. Po ewakuacji do Prus Wschodnich wstąpił w lipcu tego roku do batalionu desantowego „Dalwitz”. 17 listopada w składzie 28-osobowej grupy dywersyjnej został zrzucony na spadochronie na Wileńszczyźnie. Trafił do polskiego oddziału partyzanckiego AK ppor. Czesława Stankiewicza ps. „Komar”, a następnie sierż. Anatola Urbanowicza ps. „Laluś”. W czerwcu 1945 r. udało mu się przedostać zbrojnie wraz z częścią oddziału przez granicę do Polski. Pracował jako lekarz na Białostocczyźnie. Działał też w konspiracji antykomunistycznej. Został zmobilizowany do LWP. Służył w stopniu porucznika jako starszy lekarz pułkowy. 14 kwietnia 1946 r. aresztowały go służby bezpieczeństwa, po czym został deportowany do ZSRR. Skazano go na wieloletni pobyt w łagrach. Karę odbywał na Workucie. Po wyjściu na wolność powrócił na Białoruś. Ponownie pracował jako lekarz.